# Zoot Money
Zoot Money, född George Bruno Money den 17 juli 1942 i Bournemouth, Dorset, död 8 september 2024, var en brittisk sångare, keyboardist (hammondorgel) och låtskrivare. Artistnamnet kommer från Zoot Sims. Zoot Money var sedan 1960-talets början ledare för gruppen Zoot Money's Big Roll Band som spelade en blandning av rockmusik, R&B och soul. Gruppen är främst känd för låten "Big Time Operator" vilken blev en brittisk hit 1966 och nådde plats 25 på singellistan. Under 1960-talets slut var han under en kortare period medlem i Eric Burdon and the Animals, och också under en återförening 1983. Zoot Money spelade också tillsammans med artister som Alexis Korner, Georgie Fame, Mick Taylor och Geno Washington.